# اولیویا دین
اولیویا لارین دین (انگلیسی: Olivia Lauryn Dean؛ زادهٔ ۱۴ مارس ۱۹۹۹) خواننده و ترانه‌پرداز نئو سول اهل انگلستان است. او تاکنون یک آلبوم استودیویی با نام مِسی (۲۰۲۳) و پنج آلبوم چندآهنگه منتشر کرده است. دین در سال ۲۰۲۱ توسط آمازون میوزیک به عنوان هنرمند نوظهور سال انتخاب شد و در سال ۲۰۲۳ نیز عنوان «هنرمند سال» را از BBC Music Introducing دریافت کرد.

## زندگی اولیه
اولیویا دین در منطقه هرینگی، لندن از پدری انگلیسی و مادری با اصالت جامائیکایی-گویانی متولد شد. مادربزرگ او در سن ۱۸ سالگی به عنوان بخشی از نسل ویندراش از گویان به بریتانیا مهاجرت کرده بود. نام میانی‌اش، «لارین»، از خواننده آمریکایی لارین هیل گرفته شده است که والدین او از طرفداران پر و پا قرصش هستند. او در منطقهٔ هایمز پارک بزرگ شد و گاه به دلیل نژاد مختلط خود احساس بیگانگی می‌کرد.
پدرش علاقه‌مند به موسیقی بود و آن‌ها اغلب با یکدیگر در آشپزخانه می‌رقصیدند. در دوران دبستان، در مسابقه‌ای ترانهٔ «فردا» از موزیکال آنی را اجرا کرد، اما به شدت مضطرب شد؛ ابتدا پشتش را به حضار کرد و از ترس صحنه گریه‌اش گرفت—با این حال، موفق به کسب مقام دوم شد. او در کلاس‌های تئاتر موزیکال در مدرسه‌ای که به صورت آخر هفته‌ای برگزار می‌شد، شرکت می‌کرد و عضو یک گروه کُر گاسپل بود.
در سن ۱۵ سالگی، او به مدرسه بریت راه یافت و هر روز برای رفت‌وآمد، مسیری سه ساعته را طی می‌کرد. در ابتدا تئاتر می‌خواند، اما بعد به رشتهٔ ترانه‌پردازی تغییر مسیر داد و مادرش را قانع کرد تا برای او یک پیانوی دست دوم تهیه کند.